# Collegio di Blyth and Ashington
Blyth and Ashington è un collegio elettorale situato nel Northumberland, nel Nord Est dell'Inghilterra, e rappresentato alla Camera dei comuni del Parlamento del Regno Unito. Elegge un membro del parlamento con il sistema first-past-the-post, ossia maggioritario a turno unico; l'attuale parlamentare è Ian Lavery del Partito Laburista, che rappresenta il collegio dal 2024.

## Estensione
Il collegio comprende i seguenti ward del Northumberland: Ashington Central; Bedlington Central; Bedlington East; Bedlington West; Bothal; Choppington; College; Cowpen; Croft; Haydon; Hirst; Isabella; Kitty Brewster; Newbiggin Central and East; Newsham; Plessey; Seaton with Newbiggin West; Sleekburn; South Blyth; Stakeford e Wensleydale.

## Membri del parlamento
| Elezione | Elezione | Deputato   | Partito   |
| -------- | -------- | ---------- | --------- |
|          | 2024     | Ian Lavery | Laburista |

## Elezioni

### Elezioni negli anni 2020
| Partito                    | Partito                                      | Candidato                  | Risultati 4 luglio 2024 | Risultati 4 luglio 2024 |
| Partito                    | Partito                                      | Candidato                  | Voti                    | %                       |
| -------------------------- | -------------------------------------------- | -------------------------- | ----------------------- | ----------------------- |
|                            | Laburista                                    | Ian Lavery                 | 20 030                  | 49,58                   |
|                            | Reform UK                                    | Mark Peart                 | 10 857                  | 26,87                   |
|                            | Conservatore                                 | Maureen Levy               | 6 121                   | 15,15                   |
|                            | Verdi                                        | Steve Leyland              | 1 960                   | 4,85                    |
|                            | Lib Dem                                      | Stephen Psallidas          | 1 433                   | 3,55                    |
|                            |                                              |                            |                         |                         |
| Iscritti                   | Iscritti                                     | Iscritti                   | 76 263                  | 100,00                  |
| ↳ Votanti (% su iscritti)  | ↳ Votanti (% su iscritti)                    | ↳ Votanti (% su iscritti)  | 40 401                  | 52,98                   |
| ↳ Astenuti (% su iscritti) | ↳ Astenuti (% su iscritti)                   | ↳ Astenuti (% su iscritti) | 35 862                  | 47,02                   |
|                            |                                              |                            |                         |                         |
|                            | Esito: collegio a Laburista (nuovo collegio) |                            |                         |                         |